# Eveline Fischer
Eveline Fischer (seit ihrer Eheschließung auch Eveline Novakovic, manchmal auch Eveline Ascher; * 1969 in Christchurch, Dorset) ist eine britische Videospielmusik-Komponistin und Synchronsprecherin.

## Karriere
Fischer wurde insbesondere durch ihre Arbeit bei dem britischen Videospielhersteller Rare bekannt, bei dem sie zu verschiedenen Videospielen an der musikalischen Produktion beteiligt war. Besondere Aufmerksamkeit kam ihr 1994 in Zusammenhang mit dem Spiel Donkey Kong Country für das Super Nintendo Entertainment System zu, bei dem sie in Zusammenarbeit mit den Videospielmusik-Komponisten David Wise und Robin Beanland den Soundtrack DK Jamz beisteuerte. Dieser wurde international bekannt und vielfach in anderen Videospielen wie Donkey Kong: King of Swing, Donkey Kong: Jungle Climber, Donkey Kong Jungle Beat oder  Donkey Kong Country: Tropical Freeze wiederverwendet. Ferner war Fischer zu großen Teilen für den Donkey-Kong-Country-3-Soundtrack verantwortlich.
Außerdem ist Fischer als Synchronsprecherin für Videospielcharaktere tätig. Beispielsweise stammen die Stimmen beziehungsweise Laute der Figuren Pipsy aus den Funracerspielen Diddy Kong Racing und Diddy Kong Racing DS sowie Tiny Kong aus Donkey Kong 64 von ihr.

## Spiele mit ihrer Beteiligung (Auswahl)
- 1994: Donkey Kong Country (SNES) – Musik/Sound
- 1994: Killer Instinct (Game Boy) – Stimme
- 1996: Donkey Kong Country 3: Dixie Kong’s Double Trouble! (SNES) – Musik/Sound-Effekte
- 1997: Donkey Kong Land 3 (Game Boy) – Musik/Sound
- 1997: Diddy Kong Racing (Nintendo 64) – Stimme
- 1998: Banjo-Kazooie (Nintendo 64) – Stimme
- 1999: Donkey Kong 64 (Nintendo 64) – Development Team/Stimme
- 1999: Conker’s Pocket Tales (Game Boy Color) – Musik
- 2000: Perfect Dark (Nintendo 64) – Stimme
- 2004: Donkey Kong Country 2 (Game Boy Advance) – Sound-Effekte
- 2005: Elements of Power (Xbox 360) – Stimme/Gesang
- 2005: Banjo-Pilot (Game Boy Advance) – Sound-Effekte
- 2005: Perfect Dark Zero (Xbox 360) – Stimme
- 2006: Viva Piñata (Xbox 360) – Produktion/Sound-Effekte
- 2007: Diddy Kong Racing DS (Nintendo DS) – Stimme